# 朱諾縣 (威斯康辛州)
朱諾县（英語：Juneau County）是位於美國威斯康辛州西部的一個縣，東界威斯康辛河。面積2,083平方公里。根據美國2000年人口普查估計，共有人口24,316人。縣治莫斯頓 (Mauston)。
成立於1856年10月13日。縣名紀念密爾沃基市長所羅門·朱諾。